# Налоговые споры
Налоговые споры — юридические споры, возникающие между налогоплательщиками или другим участниками налоговых правоотношений с одной стороны и налоговыми органами и их представителями с другой. Предметом споров являются исчисление и уплата налогов и сборов, иногда они возникают в результате аудита.
Налоговые споры проистекают из-за того, что налоговые отношения сами по себе являются достаточно конфликтными. Юридические споры обусловлены тем, что интересы государственных налоговых органов по сбору налогов не совпадают с интересами налогоплательщиков, стремящихся минимизировать своё налоговое бремя. Налоговые споры связаны с отношениями, регулируемыми налоговым законодательством.
В России отсутствует чёткое законодательное определение налоговых споров, поэтому к их числу могут быть также отнесены споры о конституционности актов налогового законодательства, а также споры о реализации налоговыми органами и их должностными лицами контроля за осуществлением предпринимательской и некоммерческой деятельности.
Как правило, инициатором налогового спора является налогоплательщик или налоговый агент. Налоговый орган инициирует спор значительно реже (к примеру, он может подать в суд иск о расторжении договора об инвестиционном налоговом кредите).
Согласно Налоговому кодексу Российской Федерации, налогоплательщик имеет право обжаловать действия налоговых органов и их представителей двумя способами: первый способ — подача жалобы в вышестоящий налоговый орган, второй способ — подача иска в суд.
Налоговый спор представляет собой разновидность правового спора. Причиной возникновения налогового спора может стать отсутствие однозначности в понимании норм налогового права или нарушение существующих правил. Участниками налогового спора могут быть только те, кто принимает участие в налоговых правоотношениях. Участниками налогового спора становятся налогоплатильщик и уполномоченный государственный орган. Предмет спора — характерная черта налогового спора. Предметом спора становится установление законности поведения одного из субъектов спора. Основанием для возникновения налогового спора могут стать решения о взыскании налога, пени, сбора, решения о доначислении налога и пени, решения о приостановлении операций по банковским счетам налогоплательщика, об аресте имущества налогоплательщика или отказе об отсрочке по уплате налога.